# Kampen mot orätten
Kampen mot orätten (danska: Kampen mod uretten) är en dansk dramafilm från 1949 i regi av Ole Palsbo.

## Rollista i urval
- Mogens Wieth - Peter Sabroe
- Karin Nellemose - Thyra Sabroe
- Albert Luther - P.F. Møller
- Ellen Margrethe Stein - fru Møller
- Vera Gebuhr - Fanny
- Carl Heger - murare Nielsen
- Grethe Thordahl - Mathilde Nielsen
- Pouel Kern - Lars Mortensen
- Betty Helsengreen - Petra Mortensen
- Sigurd Langberg - hyresgästen
- Ib Schønberg - pojkhemsföreståndaren
- Preben Lerdorff Rye - tillsyningsman Hansen
- Louis Miehe-Renard - Niels
- Aage Fønss - styrelseordföranden
- Lily Broberg - Anna